# Група „ДЕ“ („Динамична естетизация“)
Група „ДЕ“(„Динамична естетизация“) възниква през 1984 г., като творчески колектив насочен към участие в конкурси, свързани с естетизирането на градската среда.
Скоро след създаването ѝ участниците в групата – художниците Добрин Пейчев и Орлин Дворянов – се обособяват като акционистки тандем. Двамата автори си поставя за цел да осъществят преки художествени намеси в публичното пространство и предприемат рискования за времето си проект „Дело срещу преходността“. Във връзка с неговото провеждане, те реализират продължителна серия от изложби, пърформанси и акции в природна и градска среда. В действията си често въвличат свои приятели, а също студенти и ученици. Емблематични за група „ДЕ“ са акциите „Мостове на изкуството“ (София, 1988), „Дванадесет крачки към светлината“ (с. Лозенец, 1988), „Пътят към вечното дърво“ (Габрово, 1988), „Мост на изкуството“ (Ловеч, 1989), „Разтварянето на пирамидата“ (София, 1989), „Мост към небето“ (София, 1989), „Отричане на шаблона“ (1989-1992) и др.
През 1990 г. „ДЕ“ заедно с основните „авангардни“ групи от това време учредяват сдружение „Изкуство в действие“. Ръководството на тази нова артистична организация е поето от О. Дворянов и Д. Пейчев.
През 1992 г., по време на изложбата „Мост-92“, Дворянов и Пейчев обявяват приключването на самостоятелните действия на групата „ДЕ“. Като свой предстоящ проект те посочват изграждането на „художествен мост към Европа“ чрез дейността на сдружение „Изкуство в действие“. Следват множество проекти в страната и чужбина, чрез, които сдружението изгражда контакти в международен план и се развива активно до днес.